# 乃葉奈
乃葉奈（のはな）は、日本の女性声優。主にアダルトゲームに声をあてている。

## 出演

### アダルトゲーム

#### 2018年
- ぱらだいすお～しゃん（シエーナ、舞州 住江）

#### 2019年
- 援交ガールズコレクション2（仲瀬真雪）[1]
- 巨乳女戦士・土下座催眠「ちくしょうっ……アタシはお前の思い通りになんか、ならないからな……！」（シア、ベルティア）

#### 2022年
- 恥辱の制服2 (杉内 こころ)

### オンラインゲーム
- サモンガールズクルセイド（ルナ）
- 凍京NECRO〈トウキョウ・ネクロ〉（イーリャ・ボロディン、イングリット・クラウゼン、東条すみれ、野際雨姫子）
- ガールズクリエイション -少女藝術綺譚- (ラベレナ、プロフィーラ、ローリエ)
- ティンクルスターナイツ（トリュファイナ）
- アナザーヒロイン（姫沢 リコ[2]）

### ドラマCD
- 幸せのウラで強い女はネトラレる（2019年、ジスニア）[3]

### OVA

#### 2021年
- 今泉ん家はどうやらギャルの溜まり場になってるらしい（2021年、胡桃坂ルリ）

#### 2023年
- 子産み島 〜週7で産めるメスたち〜(2023年、橘このみ)